# Dr. Langeskov, The Tiger, and The Terribly Cursed Emerald: A Whirlwind Heist
Dr. Langeskov, The Tiger, and The Terribly Cursed Emerald: A Whirlwind Heist (às vezes resumido em Dr. Langeskov) é um jogo eletrônico de aventura que foi desenvolvido por Crows Crows Crows, um estúdio criado por William Pugh.  O jogo foi lançado gratuitamente para Microsoft Windows em 4 de dezembro de 2015. No jogo, o jogador, esperando participar numa história sobre um roubo, encontra-se ajudando um narrador oculto antes de poder participar da história.

## Jogabilidade
Dr. Langeskov é um jogo de aventura, jogado na perspectiva de primeira pessoa onde o jogador tem interação limitada com o ambiente. O jogador pode coletar alguns objetos (como pedaços de papel) que possuem elementos narrativos, ou moedas ou fitas cassete para encontrar. Dr. Langeskov possui por volta de 20 minutos de duração.
No começo do jogo, é dada a impressão ao jogador de que ele vai jogar um jogo sobre um roubo que acontece numa mansão envolvendo uma esmeralda e um tigre. Apesar disso, o jogo parece falhar e o jogador se encontra nos bastidores do jogo, uma área estilizada como o local atrás do palco numa pordução teatral. Um narrador interpretado por Simon Amstell informa o jogador-personagem de que outro jogador está jogando o jogo no momento. Como não se pode ter dois jogadores no jogo ao mesmo tempo, o narrador sugere que o jogador-personagem o ajude por trás das cenas, pois a maior parte dos funcionários parece estar em greve, até que o outro jogador saia, para que então o jogador de verdade possa jogar o jogo. O narrador instrui o jogador-personagem a completar diversas pequenas tarefas que ajudam a completar a experiência do jogador atualmente no jogo, como manipular um elevador quando ele é chamado, ou preparar a jaula do tigre. O jogador-personagem pode tomar ações ou inações que causam ao narrador reagir em diferentes maneiras, como falhar em puxar uma alavanca quando pedido causando ao narrador freneticamente implorar por ajuda; porém, isso não muda a narrativa no geral.
Apesar de diversos pequenos erros e acidentes, o jogador-personagem consegue assegurar-se de que o jogador atual complete o jogo. O narrador direciona o jogador-personagem de volta ao começo, e permite que ele jogue o jogo. Porém, enquanto espera, no escuro, pelo começo do jogo, o jogador-personagem ouve o narrador conversando com um novo jogador, na mesma situação em que ele estivera anteriormente. O narrador guia aquele novo jogador para ajudar o jogador-personagem, mas neste caso, o novo jogador não acende as luzes e acidentalmente solta o tigre mais cedo do que o esperado, e, no escuro total, o tigre ataca o jogador-personagem. O jogo abruptamente corta para os créditos.
Ao jogar o jogo uma segunda vez, o jogador pode pegar um tocador que permite a ele escutar a diversas fitas (feitas por Justin Roiland) espalhadas pelo jogo.

## Desenvolvimento
Dr. Langeskov foi desenvolvido por Crows Crows Crows, um estúdio indie criado por William Pugh, que previamente trabalhou em The Stanley Parable; o estúdio também inclui o escritor Jack De Quidt, diretor de arte Dominik Johann, programadores Sean O'Dowd e Andrew Roper, e compositor Grant Kirkhope. O estúdio falou sobre o lançamento de Dr. Langeskov em outubro de 2015, porém ainda não haviam dado um nome ao jogo.
O jogo inclui narração de Simon Amstell e Justin Roiland. Pugh também trabalhou com Roiland em Accounting, o segundo jogo do estúdio Crows Crows Crows centrado em elementos de realidade virtual.
O jogo foi lançado em 4 de dezembro de 2015 como um download grátis na Steam para Microsoft Windows e OS X.

## Recepção
Alec Meer de Rock, Paper, Shotgun escreveu que o jogo é "encantador, e até contagioso" e caracterizou os jogos anteriores do estúdio de desenvolvimento como conhecidos por sua surpresa e encanto. Ele elogiou muito a performance de Amstell como narrador. Meer viu Dr. Langeskov como uma curta sequência para The Stanley Parable, porém mais "divertido" do que "auto-analítico". Em comparação com The Stanley Parable, o narrador não é onisciente, e sim tão confuso quanto o jogador, similar a Wheatley de Portal 2. Meer escreveu que gatekeeping era um tema proeminente do trabalho e que os desenvolvedores aparceriam como convencidos para alguns jogadores. O revisor apreciou as questões que Dr. Langeskov levantou sobre como o público pensa sobre o processo de design de jogos.